# 柏直
柏直，秦末汉初西魏国将领。
魏王豹以柏直为大将。汉二年（前205年）八月，汉王刘邦以韩信为左丞相，与曹参、灌婴一起攻打西魏国。郦食其回来后，汉王问：“魏国的大将是谁？”郦食其回答：“柏直。”汉王说：“他口尚乳臭，怎能抵挡得韩信！”又问：“骑将是谁？”郦食其答：“冯敬。”汉王说：“他是秦将冯无择之子，虽然贤能，也无法抵抗灌婴。”接着再问道：“步卒将领是谁？”郦食其答：“项它。”汉王道：“他不能抵挡曹参。我无忧矣。”韩信问郦食其：“魏国不会用周叔为大将？”郦食其答道：“用的是柏直。”韩信于是评价柏直是竖子。随即进兵魏国。九月，韩信进击俘获了魏豹，平定了魏地。